# Ana-beli-taklak
Ana-beli-taklak (akad. Ana-bēli-taklāk, w transliteracji z pisma klinowego zapisywane ma-na-EN-tàk-lak, tłum. „W panu pokładam zaufanie”) – wysoki dostojnik, gubernator prowincji Isana za rządów asyryjskiego króla Aszur-dana III (772-755 p.n.e.); z asyryjskich list i kronik eponimów wiadomo, iż w 758 r. p.n.e. sprawował urząd limmu (eponima).